# Hippodamisches Schema

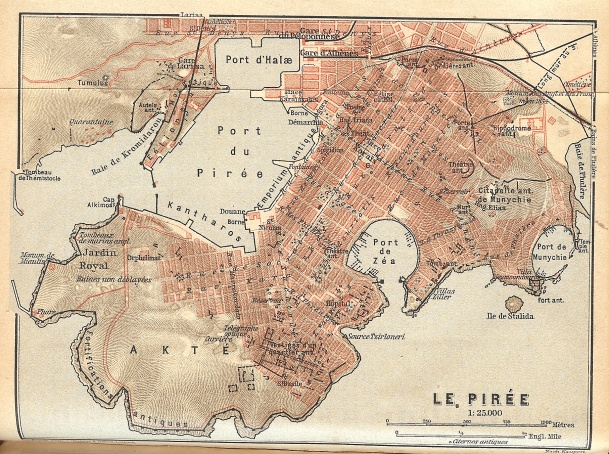
Plan von Piräus.

Radial konzentrisch angelegte Straßen in Washington, D.C.

Das Hippodamische Schema, oder Hippodamische System, ist eine Methode der griechischen Antike zur Erweiterung, Neugründung oder zum Wiederaufbau von Städten. Es bedeutet eine Weiterentwicklung des bestehenden Streifenstadtmodells, mit in einem Raster angelegten Parzellen und zentraler Agora. Rechteckige Parzellen, zu doppelreihigen Blöcken gefasst, sind durch breite Hauptstraßen (plateiai) und diese rechtwinklig kreuzende schmalere Nebenstraßen (stenopoi) erschlossen. Typenhäuser garantieren eine optimale Grundstücksausnutzung und gleichberechtigte Wohnstandards. Hippodamos von Milet entwickelte es aus dem Gedanken der Gleichheit aller Bürger, der Isonomia.
In der modernen Stadtarchitektur ist auch der Ausdruck Quadratrastertyp für einen Straßenplan im hippodamischen System gebräuchlich.
Im Jahre 479 v. Chr. wurde die Stadt Milet nach der Zerstörung durch die Perser dem hippodamischen System gerecht in Blöcken von drei zu zwei Parzellen wiederaufgebaut.
352 v. Chr. wurde Priene nach den Harmoniegesetzen des Pythagoras und dem hippodamischen System entsprechend gebaut.
In den römischen Städten wurde dieses Prinzip übernommen (Augusta Treverorum, CCAA, Leptis Magna etc.).